# Balsareny
Balsareny è un comune spagnolo di 3 195 abitanti situato nella comunità autonoma della Catalogna.